# Osteschleifen
Die Osteschleifen sind ein Naturschutzgebiet in den Gemeinden Burweg, Estorf und Kranenburg in der Samtgemeinde Oldendorf-Himmelpforten im Landkreis Stade, in den Gemeinden Hechthausen in der Samtgemeinde Hemmoor und Lamstedt in der Samtgemeinde Börde Lamstedt im Landkreis Cuxhaven und in der Stadt Bremervörde im Landkreis Rotenburg (Wümme).

## Allgemeines
Das Naturschutzgebiet mit dem Kennzeichen NSG LÜ 346 ist circa 250 Hektar groß. Davon entfallen circa 210 Hektar auf den Landkreis Stade, circa 38 Hektar auf den Landkreis Cuxhaven und circa 2 Hektar auf den Landkreis Rotenburg (Wümme). Etwa 30 Hektar des Naturschutzgebietes überlagern sich mit dem FFH-Gebiet „Osteschleifen zwischen Kranenburg und Nieder-Ochtenhausen“. Westlich von Kranenburg grenzt das Gebiet an das Naturschutzgebiet „Wiesen- und Weidenflächen an der Oste“, von dem ein Teil im Naturschutzgebiet „Osteschleifen“ aufgegangen ist, und im Süden an das Naturschutzgebiet „Osteschleife Hundswiesen“. Das Gebiet steht seit dem 11. Januar 2019 unter Naturschutz. Zuständige untere Naturschutzbehörden sind die Landkreise Stade, Cuxhaven und Rotenburg (Wümme).

## Beschreibung
Das aus sieben Teilflächen bestehende Naturschutzgebiet erstreckt sich entlang der Oste zwischen Niederochtenhausen nördlich von Bremervörde und Hechthausen zwischen Stade und Hemmoor. Es umfasst sieben Bereiche mit Pütten, die im Überflutungsbereich der Oste liegen und teilweise mit dieser verbunden sind. Im Einzelnen sind dies (in Fließrichtung der Oste) die Teilgebiete „Pütte Gräpel“ (⊙) südwestlich von Gräpel, „Pütte Wiemelkerngraben“ (⊙) nordwestlich von Gräpel, „Pütte Schönau“ (⊙) südwestlich von Brobergen, „Pütte Laumühlen“ (⊙) und „Pütte Kranenburg“ (⊙) nordwestlich von Kranenburg (dieser Teilbereich umfasst auch einen weiteren Abschnitt der Oste von der Mündung der Mehe bis zur Pütte Laumühlen, die hier auf ihrer gesamten Länge an das Naturschutzgebiet „Wiesen und Weideflächen an der Oste“ angrenzt), „Pütte Blumenthal“ (⊙) südwestlich von Hechthausen und „Pütte Burweg“ (⊙) südöstlich von Hechthausen. Bis auf den nördlichsten Teilbereich südöstlich von Hechthausen sind jeweils Abschnitte der Oste mit in das Naturschutzgebiet einbezogen. Die Pütten sind durch Bodenabbau für Deichbaumaßnahmen entstanden. Die Deiche im Bereich der Pütten wurden um Anfang des 21. Jahrhunderts zurückverlegt, um Überschwemmungsflächen für den Hochwasserschutz zu schaffen. Zusätzlich ist mit dem Teilbereich „Geestrand Hude“ (⊙) ein nördlich von Niederochtenhausen liegender Bereich an der Grenze der Landkreise Stade und Rotenburg (Wümme) in das Naturschutzgebiet einbezogen, in dem ein nicht eingedeichter Bereich der Oste dicht an der Geestkante verläuft.
Die ausgedeichten Flächen unterliegen der Gewässerdynamik der Oste sowie dem von der Elbe in den Flusslauf hineinreichenden Tideeinfluss. Sie können sich eigendynamisch entwickeln, so dass Flusswatten, Röhrichte, Hochstaudenfluren und eine naturnahe Auelandschaft entstehen können. Die Oste ist Teillebensraum und Wanderkorridor für Fluss- und Meerneunauge sowie den Europäischen Stör, der in der Oste wieder angesiedelt wurde.
Der Teilbereich „Geestrand Hude“ wird von der zur Oste abfallenden Geestkante geprägt, auf der verschiedene Gehölze stocken. Ihr vorgelagert sind Röhrichte und Hochstaudenfluren auf feuchten Standorten. Der Bereich stellt einen für den Fischotter geeigneten Lebensraum dar und ist Lebensraum für verschiedene Fledermausarten, darunter Teich-, Wasser- und Zwergfledermaus. In dem Teilbereich ist eine circa 1,8 Hektar große, extensiv genutzte Streuobstwiese in den Geltungsbereich der Naturschutzverordnung einbezogen.
Das Naturschutzgebiet grenzt überwiegend an landwirtschaftliche Nutzflächen. Das Teilgebiet „Pütte Burweg“ grenzt im Norden an die Bundesstraße 73. Durch das Teilgebiet „Geestrand Hude“ verläuft im Norden die Trasse der geplanten Bundesautobahn 20.